# 渥太華市旗
渥太華市旗以一個白色的O字造型為中心。這個O字代表了楓葉和國會山莊的和平塔及中央大樓。底色則是藍色和鴨綠。

## 外部連結
- Flag of Ottawa （页面存档备份，存于）